# 藤井顕孝
藤井 顕孝（ふじい けんこう、1897年〈明治30年〉3月3日 - 1979年〈昭和54年〉10月21日）は、日本の地方政治家。初代東久留米市長。

## 来歴
1924年（大正13年）早稲田大学文学部卒。浄牧院住職、鉄道教習所講師、東京府立第六中学校（現・東京都立新宿高等学校）教員、久留米町教育委員長を歴任した。

### 1959年久留米町長選挙
1959年（昭和34年）の久留米町長選挙に立候補したが、この時は前職の番場憲隆に敗れた。
※当日有権者数：-人 最終投票率：-%（前回比：-pts）
| 候補者名 | 年齢 | 所属党派 | 新旧別 | 得票数  | 得票率 | 推薦・支持 |
| -------- | ---- | -------- | ------ | ------- | ------ | ---------- |
| 番場憲隆 | -    | 無所属   | 前     | 3,084票 | 51.4%  | -          |
| 藤井顕孝 | 62   | 無所属   | 新     | 2,839票 | 47.3%  | -          |
| 加賀谷募 | -    | 諸派     | 新     | 45票    | 0.8%   | -          |
| 荻原佑介 | -    | 諸派     | 新     | 29票    | 0.5%   | -          |

### 1963年久留米町長選挙
1963年（昭和38年）の町長選挙で、社会党の新人を破って、初当選を果たした。
※当日有権者数：-人 最終投票率：-%（前回比：-pts）
| 候補者名   | 年齢 | 所属党派   | 新旧別 | 得票数  | 得票率 | 推薦・支持 |
| ---------- | ---- | ---------- | ------ | ------- | ------ | ---------- |
| 藤井顕孝   | 66   | 無所属     | 新     | 6,825票 | 54.6%  | -          |
| 久野慎一郎 | -    | 日本社会党 | 新     | 5,667票 | 45.4%  | -          |

### 1967年久留米町長選挙
1967年（昭和42年）の町長選挙では、別の社会党新人との争いとなったが、これを破って再選を果たした。
※当日有権者数：-人 最終投票率：-%（前回比：-pts）
| 候補者名 | 年齢 | 所属党派   | 新旧別 | 得票数   | 得票率 | 推薦・支持 |
| -------- | ---- | ---------- | ------ | -------- | ------ | ---------- |
| 藤井顕孝 | 70   | 無所属     | 前     | 10,830票 | 55.2%  | -          |
| 武井京   | -    | 日本社会党 | 新     | 8,792票  | 44.8%  | -          |

1970年（昭和45年）久留米町は市制施行により東久留米市と改称。初代市長となった。

### 1971年東久留米市長選挙
市制施行後初の選挙であったが、前々回で破った社会党新人ら2人を破って3選を果たした。
※当日有権者数：-人 最終投票率：-%（前回比：-pts）
| 候補者名   | 年齢 | 所属党派   | 新旧別 | 得票数   | 得票率 | 推薦・支持 |
| ---------- | ---- | ---------- | ------ | -------- | ------ | ---------- |
| 藤井顕孝   | 74   | 無所属     | 前     | 16,634票 | 49.2%  | -          |
| 久野慎一郎 | -    | 日本社会党 | 新     | 9,538票  | 28.2%  | -          |
| 工藤芳郎   | -    | 無所属     | 新     | 7,666票  | 22.7%  | -          |

1975年（昭和50年）、市立中学校建設をめぐり、助役が元暴力団の建設業者に便宜を図った背任事件の責任を取り、任期満了前の1月20日に辞職した。1979年に死去。82歳。